# Ictinogomphus alaquopterus
Ictinogomphus alaquopterus är en trollsländeart som beskrevs av Yousuf och Yunus 1976. Ictinogomphus alaquopterus ingår i släktet Ictinogomphus och familjen flodtrollsländor. Inga underarter finns listade i Catalogue of Life.